# Эдремит (Ван)
Эдремит (тур. Edremit) — город и район в провинции Ван (Турция). Центр района, город Эдремит, находится на юго-западном берегу озера Ван. Площадь района составляет 142 км², и район, тем самым является самым маленьким округом провинции.

## Этимология
Нынешнее название города Эдремит происходит от его исторического (то есть армянского) названия Артамет (арм. Արտամետ). Последнее вероятно произошло от армянского произношения греческой богини Артемиды. С армянского Артамет переводится как "прилегающий к полям".

## История
Артамет (в древности — Артеимда, Арташесян, Артаванян, Зард, Аван) был основан до н. э. как маленький городок в районе Тосп провинции Васпуракан в центральной части Исторической Армении, ставший в X веке феодальным городом с 12-и тысячным населением. Артамет прославился самыми вкусными яблоками во всей Армении. Артамет расположился на берегу озера Ван рядом с каналом, построенного царём Менуа государства Урарту. На берегу канала имеется также большая наскальная надпись, открытая в 1882 году археологами Карлом Фердинандом Леман-Хауптом и Вальтером Беком. Она также сообщает о строительстве канала, называя Менуа его полным титулом и перечисляя урартских богов. На территории округа сохранились надписи царства Урарту. Одна из них сохранилась в бывшем саду на берегу канала и сообщает о том, что Менуа построил этот канал. Идентичная надпись имеется на стене канала.
К началу XIX века в городе насчитывалось около 500 домов, 435 из которых — армянские, остальные — турецкие. К началу XX века, после хамидийской резни количество турецких домов увеличилось, и из 600 семей населявших Артамет уже 400 были турецкими, и лишь 200 армянскими. В преддверии геноцида армян армянское население Артамета проживало в основном в центральных частях города, турки селились ближе к окрестным садам.
До 1915 года Артамет имел около 10 армянских церквей и одну греческую. Армяне, греки, ассирийцы и другие христиане населявшие Артамет и весь ванский регион практически полностью были уничтожены во время геноцида армян в 1915—1923 годах. События тех лет наглядно описанны свидетелем и соучастником уничтожения армян — венесуэльским писателем Рафаэлем де Ногалесом в его книге «Четыре года под полумесяцем».
В 2005 году правительство построило 1800 домов, что вдвое увеличило население города.